# NBA Jam
NBA Jam debuterade ute i arkadhallarna 1993, och är ett basketspel utvecklat av Midway. Varje lag har två spelare på planen samtidigt, och inte fem som i verkligheten.

### Fotnoter
1. ↑  ”NBA Jam” (på svenska). Super Power (Solna: Atlantic) (8 1994). 1994. Läst 20 april 2014.